# Франко-монгольские союзы
Франко-монгольские союзы неоднократно заключались с середины XIII столетия по начало XIV века, в особенности после седьмого крестового похода. Для тогдашних правителей Европы и Монгольской империи это был вполне логичный союз против общего врага — мусульман.

## История
Монголы проявляли симпатию к европейскому христианству, так как в их среде было распространено несторианство. Европейцы, в свою очередь, положительно относились к помощи с востока, поскольку среди них была распространена вера в существование мифического пресвитера Иоанна, правителя легендарного христианского царства на востоке, который мог бы помочь им в борьбе за Святую землю.
Для изучения монголов к ним были направлены европейские миссионеры, такие, как монах Плано Карпини.
Дипломатические связи в указанный период между монголами и франками были весьма активны, а формы сотрудничества — разнообразны. Тем не менее, несмотря на все усилия, так и не удалось заключить долговременный военный союз. Современные историки расходятся во мнениях по поводу того, насколько такой союз мог бы оказаться эффективным и какую выгоду он мог бы принести европейцам. Основная проблема состояла в том, что монголы обычно рассматривали своих партнёров по переговорам в лучшем случае как вассалов, в худшем же — как врагов, которые пытались добиться отсрочки неизбежного завоевания их территории, что оставляло их потенциальным союзникам небольшое пространство для манёвров.
Наиболее успешным из всех дипломатических усилий можно считать отношения сюзеренитета (вассалитета), когда вассальную роль по отношению к монголам приняло княжество Антиохия:
«Хетум I попытался объединить латинских князей вокруг идеи франко-монгольского альянса, но ему удалось убедить лишь Боэмунда VI из Антиохии».
Прочие государства крестоносцев предпочли сохранять нейтралитет ввиду опасности, грозившей со стороны мамлюков:
«Большинство баронов Святой земли отказались вступить в альянс с монголами, за исключением царя Киликийской Армении и Боэмунда VI, князя Антиохии и графа Триполи».
Другими христианскими вассалами монголов были Грузия и Киликийское армянское государство. Как только они приняли условия монголов, те потребовали от союзников предоставить войска для войны под монгольскими знамёнами, и грузины с армянами охотно откликнулись на призыв воевать против мусульман.

Наиболее важный результат христиано-монгольского сотрудничества имел место в 1260 году, когда большая часть Сирии была на короткое время завоёвана совместными усилиями монголов, христиан Киликийской Армении и Антиохии:
«1 марта Китбука вступил в Дамаск во главе монгольского войска. Вместе с ним находились король (Киликийской) Армении и князь Антиохии. Жители старинной столицы халифата увидели впервые за шесть столетий трёх христианских владык, победоносно шествующих по улицам города».
С другой стороны, франки из Акко избрали необычную для себя прежде политику пассивного перемирия с мамлюками, что позволило последним продвинуться на север в Палестину и нанести монголам решающее поражение в битве при Айн-Джалуте.

Монголы вновь вторглись в Сирию между 1281 и 1312 годами, несколько раз обращаясь за содействием к крестоносцам, но безуспешно:
«Союз с монголами, несмотря на шесть дополнительных посольств в период между 1276 и 1291 годами, так ни к чему и не привёл. Зачатки коалиции против мамлюков угасли из-за бездействия со стороны Запада, который оказался бесполезным союзником. Франки не рассматривали монголов как партнёров по новому крестовому походу, который так и не состоялся».
В конце концов, не принеся ожидаемых плодов, франко-монгольские альянсы так и не сложились. Мамлюки одержали победу, изгнали из Палестины крестоносцев и монголов в 1303 году, что было окончательно закреплено подписанием между ними и монголами Алеппского трактата в 1323 году.